# ستيف كونت
ستيف كونت (بالإنجليزية: Steve Conte)‏ هو ملحن ومغني وعازف قيثارة أمريكي، ولد في 23 سبتمبر 1960.

## وصلات خارجية
- الموقع الرسمي
- ستيف كونت على موقع IMDb (الإنجليزية)
- ستيف كونت على موقع ميوزك برينز (الإنجليزية)
- ستيف كونت على موقع ديسكوغز (الإنجليزية)
- ستيف كونت على موقع كينوبويسك (الروسية)
- ستيف كونت على موقع ANN person (الإنجليزية)